# Società Sportiva Ebolitana 1925
L’Ebolitana (nom complet Associazione Sportiva Calcio Ebolitana 1925) est le club de football de la ville d'Eboli qui évolue en Ligue Pro Deuxième Division depuis sa promotion en 2011.

## Historique
Fondé en 1925, Dirceu, le fameux joueur brésilien, y joua en fin de carrière et a donné son nom au stade dans lequel joue l'Ebolitana.

## Anciens joueurs
- Dirceu, Brésil